# Donatisme
 (septembre 2012).
Si vous disposez d'ouvrages ou d'articles de référence ou si vous connaissez des sites web de qualité traitant du thème abordé ici, merci de compléter l'article en donnant les références utiles à sa vérifiabilité et en les liant à la section « Notes et références ».
 (septembre 2016).
Le donatisme est une doctrine chrétienne qui prend son essor dans le diocèse d'Afrique romaine aux IVe et Ve siècles. Jugée a posteriori schismatique puis hérétique par la Grande Église, elle tire son nom de Donat le Grand, évêque de Casae Nigrae en Numidie.
Le principal point de désaccord des donatistes avec l’Église indivise concerne le refus de validité des sacrements délivrés par les évêques qui ont failli lors de la persécution de Dioclétien (303-305). Cette position est condamnée lors du concile de Rome de 313.

## Histoire

### L'origine du problème: la grande persécution
Le donatisme trouve sa genèse dans un climat de persécutions des chrétiens d’Afrique romaine. Dès les années 295-299, ces provinces africaines comptent des martyrs. Mais la répression prend une forme systématique lors de la grande persécution de Dioclétien au début du IVe siècle.
Dans un premier temps, en Afrique proconsulaire et en Numidie, les gouverneurs se livrent à des perquisitions et détruisent les objets du culte. Les évêques sont sommés par les autorités de livrer les écrits sacrés et les objets du culte. Les attitudes sont diverses : l'évêque Félix (en) de Thibiuca (en) s’y refuse et se voit transféré puis exécuté à Carthage ; Paulus, évêque de Cirta, obéit et livre tout ; l’évêque de Carthage, Mensurius, use d’un stratagème et ne livre que des ouvrages que les chrétiens considèrent comme hérétiques.
Mais l’édit de 304, qui exige un sacrifice général aux dieux romains, donne une nouvelle tournure aux persécutions. Les chrétiens qui refusent de s’y conformer sont menacés de mort ou condamnés aux travaux forcés.
Bien des clercs cèdent alors aux vexations et aux contraintes du pouvoir. Certains chefs religieux livrent leurs coreligionnaires aux Romains et vont jusqu’à brûler en public des livres sacrés. Ces chrétiens sont désignés sous les termes de « lapsi » — de lapsus : celui qui est tombé — ou encore de « traditores » — de tradere : livrer (les livres sacrés).

### Le déclenchement du schisme: une élection contestée
À cette période de persécutions succède, vers le printemps 305, une ère de tolérance. Il s'agit d'une tolérance de fait car les édits n'ont pas été rapportés et le retour à la paix n'est officiel qu’en 307, date de la paix de Maxence.
C’est à cette occasion qu'apparaissent les premières manifestations de ce qui va devenir un schisme. Les réunions pour la succession de Paulus en 307 font apparaître l’opposition des « purs » à ceux qu’ils qualifient de traditores, ce qui signifie « livreurs (des objets sacrés) » et aussi « traîtres ». Ces opposants sont certainement influencés par les écrits de leurs compatriotes Tertullien et Cyprien de Carthage qui refusent que les chrétiens fautifs et réintégrés dans la communauté puissent exercer un sacerdoce. À leur point de vue, les sacrements ainsi que l’autorité spirituelle de prêtres lapsi, bien que réintégrés, sont sans valeur.
Au-delà, de 308 à 310, l’Afrique est provisoirement détachée de l’Empire après la sécession de l’usurpateur Lucius Domitius Alexander. L’Église dans sa majorité se montre tolérante envers ceux qui ont failli (les lapsi) et réintègre les prêtres et évêques qui embrassent de nouveau le christianisme. Mensurius est alors réintégré comme primat d’Afrique.
Le conflit ouvert éclate en 312 à Carthage lors de la succession de l’évêque Mensurius. La nomination de Caecilianus est contestée : puisqu'il a été ordonné prêtre par Mensurius, évêque traditor et Felix d'Abthugni, son ordination n’est pas valable, donc il ne peut pas être évêque. Entraînés par l’évêque Donat, soixante-dix évêques de Numidie élisent contre lui un évêque concurrent, Majorinus (en).
Le conflit se poursuit sur le terrain juridique : l’affaire remonte à l’arbitrage impérial, sollicitant Constantin Ier qui vient de récupérer l’Italie et l’Afrique par sa victoire sur Maxence. Considérant qu’il s’agit d’un problème mineur entre chrétiens, Constantin demande à l'évêque de Rome Miltiade (311-314) de s’en occuper. Un concile est organisé en 313 dans le palais du Latran autour de dix-huit évêques italiens et gaulois. De ce concile de Rome date la première condamnation des africains, qualifiés ultérieurement de « schismatiques ».
Donat s’obstine dans la contestation de l’ordination de Caecilianus par un évêque qui a failli. Le synode de Latran confirme la validité de cette ordination par l’argumentation suivante : si le Christ est présent dans tous les sacrements, un sacrement est effectif quels que soient les antécédents du prêtre qui le délivre. Donc l’ordination de Caecilianus par Mensurius est valide.
Les donatistes, obstinés, font de nouveau appel à Constantin, qui doit s’impliquer plus sérieusement. Le concile d'Arles qui se termine le 1er août 314 rend la même décision qui prend force de loi en 317 par la volonté de Constantin, qui ordonne la dissolution des communautés donatistes et la confiscation de leurs biens.

### Les premières violences et les tentatives d'apaisement
Les donatistes forment de nombreuses communautés, et l’application de la loi s’accompagne d'autant de violences à Carthage et dans les provinces africaines. Pour rétablir le calme, Constantin suspend en 321 l’application des mesures répressives. Les donatistes se maintiennent donc, d'autant plus fidèles à leur rigorisme qu’ils viennent de subir les violences : ils se ressentent comme les seuls à être restés purs, comme « fils des martyrs » sans compromissions, face aux « fils des traditores ». Tout sacrement venant d’un prêtre indigne à leurs yeux est nul, donc ils rebaptisent ceux qui ont reçu le baptême hors de leur communauté.
Vers 340, des bandes d’ouvriers agricoles itinérants, les circoncellions, se dressent contre les propriétaires terriens, les forçant par la violence à annuler les dettes et affranchir les esclaves. La convergence entre les donatistes et les circoncellions ne tarde pas.
À la même époque, l’empereur Constant Ier envoie en Afrique deux commissaires chargés d’apaiser les querelles religieuses en distribuant des secours aux communautés. L’évêque Donat, toujours en place, refuse tout subside, rejetant l’ingérence du pouvoir dans son Église. La tournée des commissaires, conspués, dégénére en répression armée contre les donatistes et les circoncellions. L’évêque donatiste Marculus est emprisonné et périt en détention, tombant dans le vide depuis un rocher. Les donatistes le proclament martyr, les catholiques y voient un suicide rituel.

### Alternances d’attitude du pouvoir face au donatisme
Après le 1er concile de Nicée, l’orthodoxie chrétienne engage la lutte contre toute forme de foi autre que nicéenne : ces formes sont proclamées « déviations » et « hérésies » par les tenants de la Grande Église, tandis que la politique des empereurs varie selon leur sympathie religieuse. Le donatisme, quoique non encore taxé d’hérésie, reste après la mort de son inspirateur Donat, vers 355, un foyer d’opposition régionale à l’orthodoxie et connaît tour à tour tolérance et répression.
En 362, Julien autorise toutes les tendances du christianisme. Entre autres choses, il met fin aux exils de donatistes et leur fait restituer leurs lieux de culte.
En 373, Valentinien Ier interdit aux donatistes la pratique du « rebaptême ».
Dans les années 372-375, les donatistes sont mêlés à la révolte du chef maure Firmus en Maurétanie.
En 376, Gratien renouvelle l’interdiction de l’Église et du culte donatiste.
À partir de 385, le comte d’Afrique Gildon protège et encourage le donatisme, puis finit par se révolter contre le pouvoir impérial en 397-398. Vaincu, il laisse les donatistes au sommet de leur force, mais isolés.

### Les conciles de Carthage et la dilution du donatisme

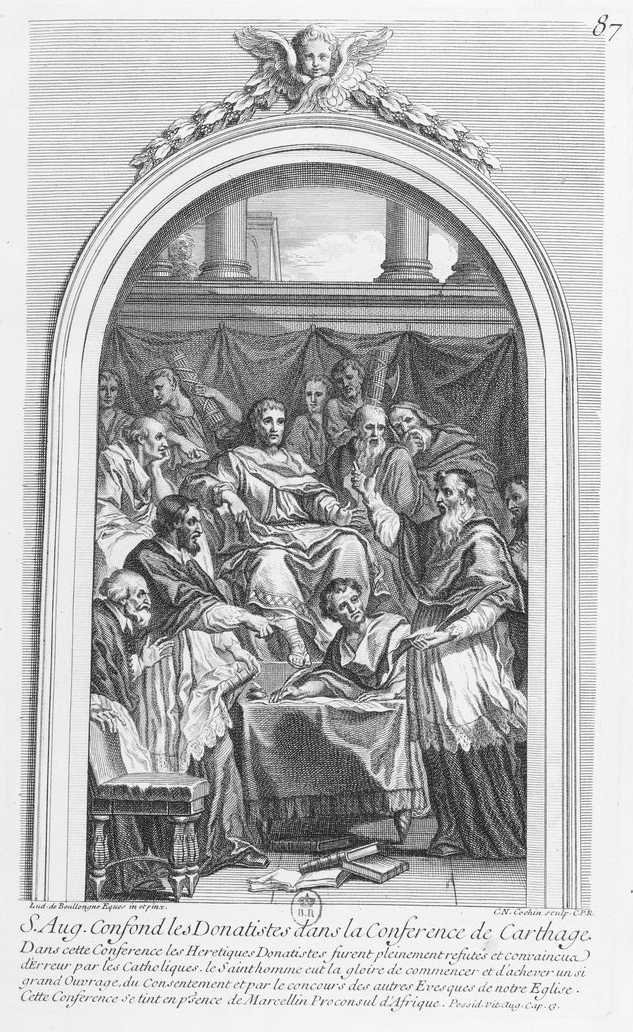
« St. Augustin confond les donatistes dans la conférence de Carthage » - représentation d'une fresque de l'Hôtel des Invalides, 1756

Des divergences de vue apparaissent au sein même du courant donatiste : vers 370/380 Tyconius en tempère l'intransigeance en rappelant, Évangile à l’appui, que l’Église est sur Terre un mélange de justes et de pécheurs.
Quelques années plus tard, le théologien Augustin, évêque d’Hippone en Afrique Proconsulaire, à partir de 395, développe ses arguments pour contrer le donatisme : distinguant deux dossiers, la causa Caeciliani, vieux conflit de personnes qui appartient désormais au passé, et la causa ecclesiae, où il critique l’attitude religieuse étroite et puritaine des donatistes et affine l’argumentation de saint Cyprien sur la validité des sacrements.
Les arguments d’Augustin n’ont aucun effet sur les donatistes, qui poursuivent leurs violences et contraignent l’Église orthodoxe à réclamer de l’empereur Honorius de nouvelles sanctions. Son édit de 405 assimilant les schismatiques aux hérétiques expose désormais les donatistes à toutes les lois répressives.
En 411, les évêques donatistes ne peuvent se dérober à la conférence organisée à Carthage entre les deux Églises, l'une officielle et l'autre schismatique. En juin 411, près de six cents évêques, pour moitié catholiques, pour moitié donatistes, s’affrontent physiquement sous la présidence d’un représentant impérial. Au lieu de débattre des aspects religieux sur les exigences de probité du sacerdoce et la validité ou non de ses sacrements, les donatistes s’enlisent sur la querelle de l’élection de Cæcilianus, un siècle plus tôt. L’arbitrage rendu leur est défavorable, et une loi prise à Ravenne en 412 définit la répression contre les récalcitrants : lourdes amendes pour les adeptes du donatisme, exils pour leurs évêques, confiscation des lieux de culte et des biens ecclésiastiques.
À partir de cette date, un grand nombre de communautés donatistes reviennent à l’orthodoxie, au point qu’un nouveau concile est tenu à Carthage en 418, pour achever le reclassement de centaines d’évêques.
Néanmoins, quelques évêques donatistes restent sur leur position inflexible, comme Gaudentius à Thamugadi ou Emeritus à Césarée de Maurétanie, tandis que l’Empire d’occident se désagrège sous les invasions barbares, réduisant ses capacités de répression.

### La disparition du donatisme
L’arrivée des Vandales en Afrique en 429 et la chute de Carthage en 439 détachent l’Afrique de l’Empire romain pendant un siècle. Les historiens manquent d’informations à partir de cette époque sur ce qu’il advint du donatisme. Il est possible, mais non prouvé, que quelques communautés donatistes désormais indépendantes se soient maintenues en Maurétanie ou en Numidie. Une inscription trouvée en 1934 à Ksar-El-Kelb (Algérie) et datant probablement de la période vandale prouve que les martyrs donatistes ne sont pas complètement oubliés après 411.
En 533-535, les Byzantins reconquièrent en partie les provinces d’Afrique, mais l’historien Procope de Césarée ne mentionne pas les donatistes dans sa Guerre contre les Vandales, tandis qu’une loi de Justinien en 535 interdit tout culte aux « donatistes, juifs, païens, ariens et autres hérétiques ». Il n'est pas certain que cette énumération traduit une présence réelle ou qu'il s'agit d'un simple effet oratoire d'accumulation.
Enfin, la laborieuse conquête arabe de l’Afrique du Nord, du raid sur Sbeïtla en 647 à la chute de Carthage en 698 et celle de Ceuta en 709, fait définitivement passer le donatisme dans l’oubli, les conquérants ne faisant aucune distinction entre chrétiens, mais l’Afrique du Nord développe, en 742, avec les kharidjites, un nouveau foyer de puritanisme religieux, musulman cette fois.

## Pratiques religieuses
Le donatisme n’est pas qu'un mouvement d'opposition qui voit les autres chrétiens comme impurs et corrompus. En effet, les donatistes ont également des pratiques religieuses différentes, mettant l'accent sur le Saint-Esprit.

## Sources
Les plus grandes parties des renseignements sur ce mouvement nous sont fournis par les écrits d’Augustin d'Hippone, et ceux de son homologue Optat de Milève, évêque de Milève, deux éminents représentants du combat contre le donatisme, ainsi que par les canons des conciles africains, par les constitutions impériales incorporées au Code Théodosien, par les procès-verbaux d’audience devant les tribunaux, ainsi que par le matériel archéologique.
Les Actes de la conférence de Carthage en 411 sont publiés en quatre tomes, no 194, 195, 224 et 373, dans la collection Sources chrétiennes.